# María Ángela Astorch
María Ángela Astorch Cortey -Jerónima María Inés Astorch- (Barcelona, 1 de septiembre de 1592-Murcia, 2 de diciembre de 1665) fue una religiosa, mística, fundadora de los conventos de Clarisas Capuchinas de Zaragoza y Murcia.

## Infancia
Nació en el seno de una acomodada familia, siendo la menor de cuatro hermanos. Su padre, Cristóbal Cortey, era librero de profesión; su madre, Catalina Astorch, era heredera universal de Pedro Miguel Astorch, con la condición de conservar el apellido en la descendencia. Ambos murieron en el transcurso de cuatro años, dejando huérfana a María Ángela, pasando al cuidado de un ama en Sarriá. 
En 1599 fue dada por muerta por una intoxicación. Su hermana Isabel Astorch, que era monja en el recién fundado Monasterio de Capuchinas de Barcelona, junto con la fundadora del mismo, Ángela Serafina Prat, acudieron al entierro. En medio de los preparativos María Ángela retornaría a la vida, y el milagro sería atribuido a las oraciones de Ángela Serafina.
A partir de entonces adquirió una madurez anticipada y una alta capacidad, que hace pensar que se trataba de una niña superdotada. Aprendió a leer y hacer labores; tenía gran afición por la lectura, especialmente de libros en latín.

## Ingreso en el monasterio
El 16 de septiembre de 1603, a la edad de 11 años, ingresó en el monasterio de Santa Margarita de Barcelona, fundado por Madre Ángela Serafina Prat. Lo hizo con los seis tomos del Breviario en latín, pues a esa edad ya lo dominaba.
A pesar de su madurez precoz, tuvo que esperar hasta 1608 para realizar el noviciado canónico. Fue tiempo de espera duro, por la incomprensión y envidia de la maestra, que llegó a los malos tratos, pues dada su madurez y cultura, fue encargada de dar alguna formación a sus compañeras. Al final la Madre Ángela Serafina terminó deponiendo a la maestra y poniendo en su lugar a Isabel Astorch, su hermana. Emitió la profesión el 8 de septiembre de 1609, y en 1612 sería elegida miembro del consejo de la comunidad.

## Fundación en Zaragoza
El Monasterio de Santa Margarita se convirtió en un floreciente foco de fundaciones: Gerona, Valencia, Mataró, Manresa. El 19 de mayo de 1614 salió María Ángela junto con otras cinco religiosas a la fundación en Zaragoza, que se inauguró el 24 de mayo de ese mismo año.
Durante sus años en Zaragoza ejerció el cargo de maestra de novicias (1614-1623), maestra de jóvenes profesas (1623-1626), y abadesa (1626-1642), para lo que hubo que pedir dispensa a Roma, pues no tenía la edad canónica mínima. En esta época también se dedicó a escribir pequeñas obras de carácter espiritual. Uno de sus mayores logros fue conseguir en 1627 la aprobación de Urbano VIII de las Constituciones por las que se regirá la vida de las Capuchinas de Zaragoza y los monasterios derivados durante tres siglos.
Otra de las labores realizadas por Sor María Ángela fue la de atender a cuantos se acercaran al monasterio pidiendo consejo o buscando consuelo. Entre ellos algunos obispos y el cardenal Teodoro Trivulzio, virrey de Aragón, con quien mantendría la relación epistolar al regresar a Italia.

## Vida espiritual
Su progreso espiritual se ha conservado en los Relatos Autobiográficos y en las Cuentas de Espíritu. En ellos relata las experiencias místicas ocurridas entre los años 1626-1656. Su vivencia espiritual es original respecto a la época en la que vivió siglo XVII. Uno de sus confesores le mandó leer los místicos en boga por aquel tiempo, para ver si con alguno de ellos se sentía identificada: Teresa de Jesús, Juan de la Cruz, Tomás de Jesús. La respuesta de María Ángela fue negativa.
Su experiencia es más cercana a la de Santa Gertrudis de Helfta. Una espiritualidad litúrgica, escriturística y patrística -por la que Juan Pablo II la apodó la mística del Breviario en su beatificación-, un especial culto y devoción por la Eucaristía y la Misa, y también una gran devoción a la Pasión y al Corazón de Jesús.

## Fundación en Murcia
Desde 1640 Sor María Ángela fue barajando la posibilidad de fundar nuevamente. No sería hasta el 9 de junio de 1645 que saldría acompañada de otras cuatro religiosas hacia Murcia, inaugurando el 29 de junio de ese mismo año el monasterio de La Exaltación del Santísimo Sacramento. Allí ejerció nuevamente los cargos de maestra de novicias y abadesa. Tuvo entre sus discípulas a Sor Úrsula Micaela Morata, que en 1672 sería la fundadora del monasterio de Alicante.
Durante sus años en Murcia tuvo que afrontar momentos difíciles, especialmente con la peste de 1648 y los desbordamientos del río Segura en 1651 y 1653.

## Muerte y beatificación
En 1655 dejó de escribir con el pensamiento de su próxima muerte. A partir de 1660 fue perdiendo sus facultades hasta acabar en un estado infantil. En 1661 renunció al cargo de abadesa. El 21 de noviembre de 1665 sufrió una hemiplejía, recobrando plenamente sus facultades mentales. Murió el 2 de diciembre de ese mismo año después de recibir los sacramentos. La ciudad de Murcia se volcó en su entierro, pues el pueblo tenía gran estima por la Madre Fundadora, como era popularmente conocida. Se le dio sepultura en tierra, en el coro bajo. 
En 1668 se inicia el proceso diocesano para su beatificación, que concluye en 1670. En 1683, con permiso del obispo, fue desenterrado el cadáver y colocado en un nicho en el presbiterio de la iglesia. Al reconocerlo, descubrieron que permanecía incorrupto. En 1725, 1729 y 1745 tienen lugar nuevos reconocimientos. Entre 1759 y 1771 se realiza un nuevo proceso diocesano para su beatificación, y nuevos reconocimientos del cadáver.
En 1773 tiene lugar la promulgación del decreto de aprobación de los escritos. En 1776 tiene lugar la promulgación de un segundo decreto de aprobación de los escritos, y el 29 de septiembre de 1850 se la declara oficialmente Venerable.
En 1890 se presenta el milagro necesario para la beatificación, que, tras su estudio, sería aprobado en 1926. En 1936, con el estallido de la Guerra Civil, se para el proceso. Su sepulcro fue profanado y el cadáver fue llevado al cementerio común. Gracias a la audacia de un marmolista que separó los restos de los demás, y al médico Plácido Ruiz Molina que había observado el cadáver antes de la profanación, fue posible identificarlo al concluir la contienda en 1939.
En 1979 se vuelve a presentar el milagro ya aprobado. Nuevos médicos lo estudian dando un dictamen favorable el 21 de febrero de 1980. Por fin, el 23 de mayo de 1982 Juan Pablo II la beatifica en la Plaza de San Pedro.